# Valencia (Venezuela)
Pour les articles homonymes, voir Valencia.
Valencia ou Valence (en français), est une ville du Venezuela, capitale de l'État de Carabobo. La ville est un pôle économique où sont réunies les plus grandes industries et usines du Venezuela. Valencia, en tant que ville (different de la municipalité avec le même nom, Valencia) est répartie sur cinq municipalités de l'État de Carabobo : Valencia, Naguanagua, San Diego, Los Guayos et Libertador

## Population
La population de Valencia, connue pour son caractère multiracial et cosmopolite, est d'environ 742 000 habitants (en 2005). L'agglomération comptait 1 970 000 habitants au premier janvier 2009, et sa croissance est continue.

## Description

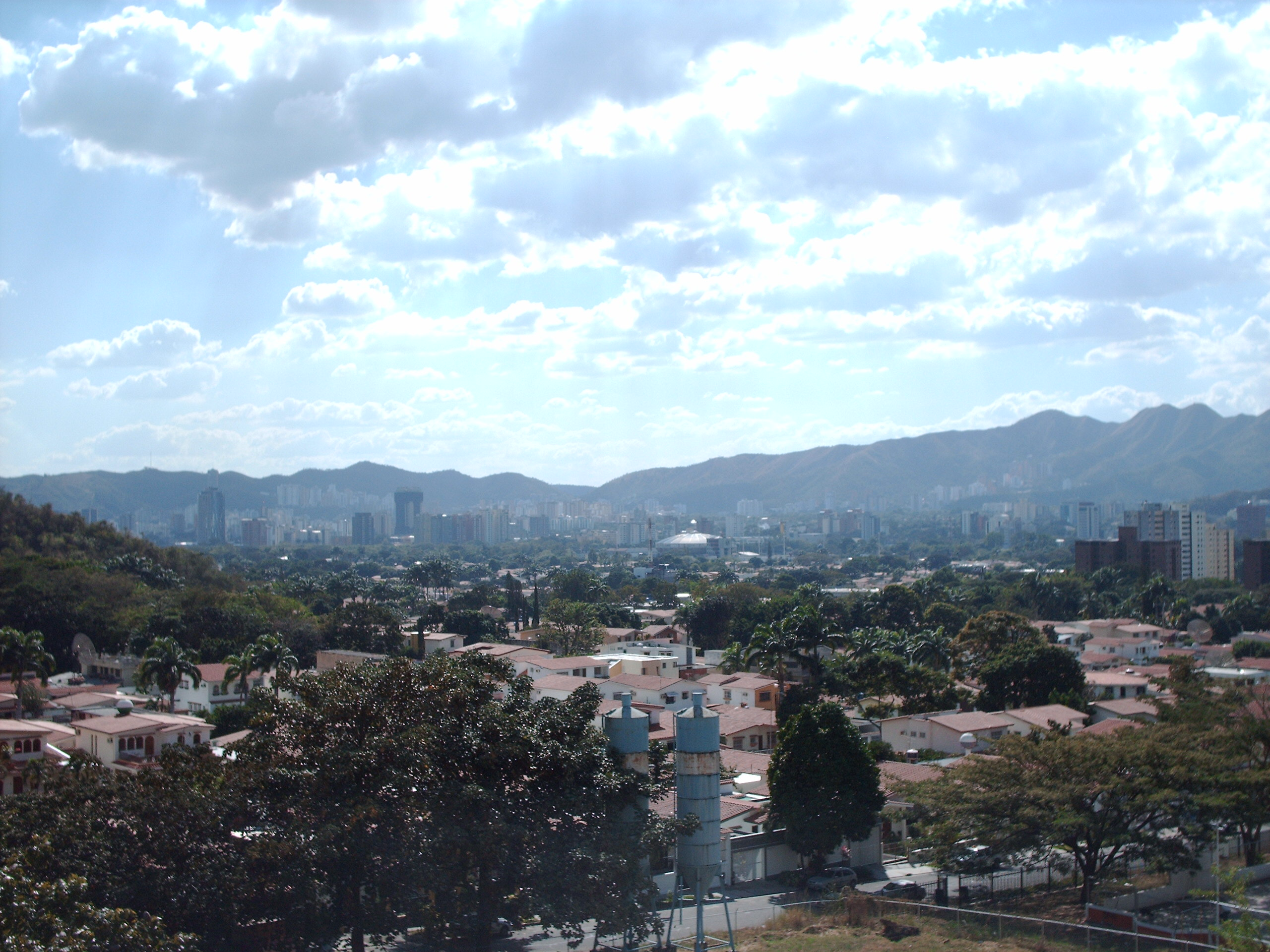
Vue de Valencia. On peut voir le Forum de la cité et la majeure partie de sa zone nord.

Valencia, située dans une vallée surplombée par une chaîne de montagnes nommée cordillère de la Costa, se trouve à une altitude de 520 mètres. Elle n'est pourtant distante que d'une cinquantaine de kilomètres de la mer des Caraïbes. À l'est de la ville se trouve le lac de Valencia, deuxième lac vénézuélien par sa superficie.
En raison de sa propreté, d'une politique de travaux publics efficace et d'une certaine sécurité publique (faible taux de criminalité), Valencia est généralement considérée, au Venezuela, comme une sorte de modèle de développement urbain.
L'aéroport international Arturo Michelena est le troisième du Venezuela pour le nombre de passagers.

## Économie
La ville abrite depuis 1967 une usine d'assemblage du groupe américain Ford, où 1.797 employés produisent différents modèles de la gamme du constructeur.

## Métro de Valencia

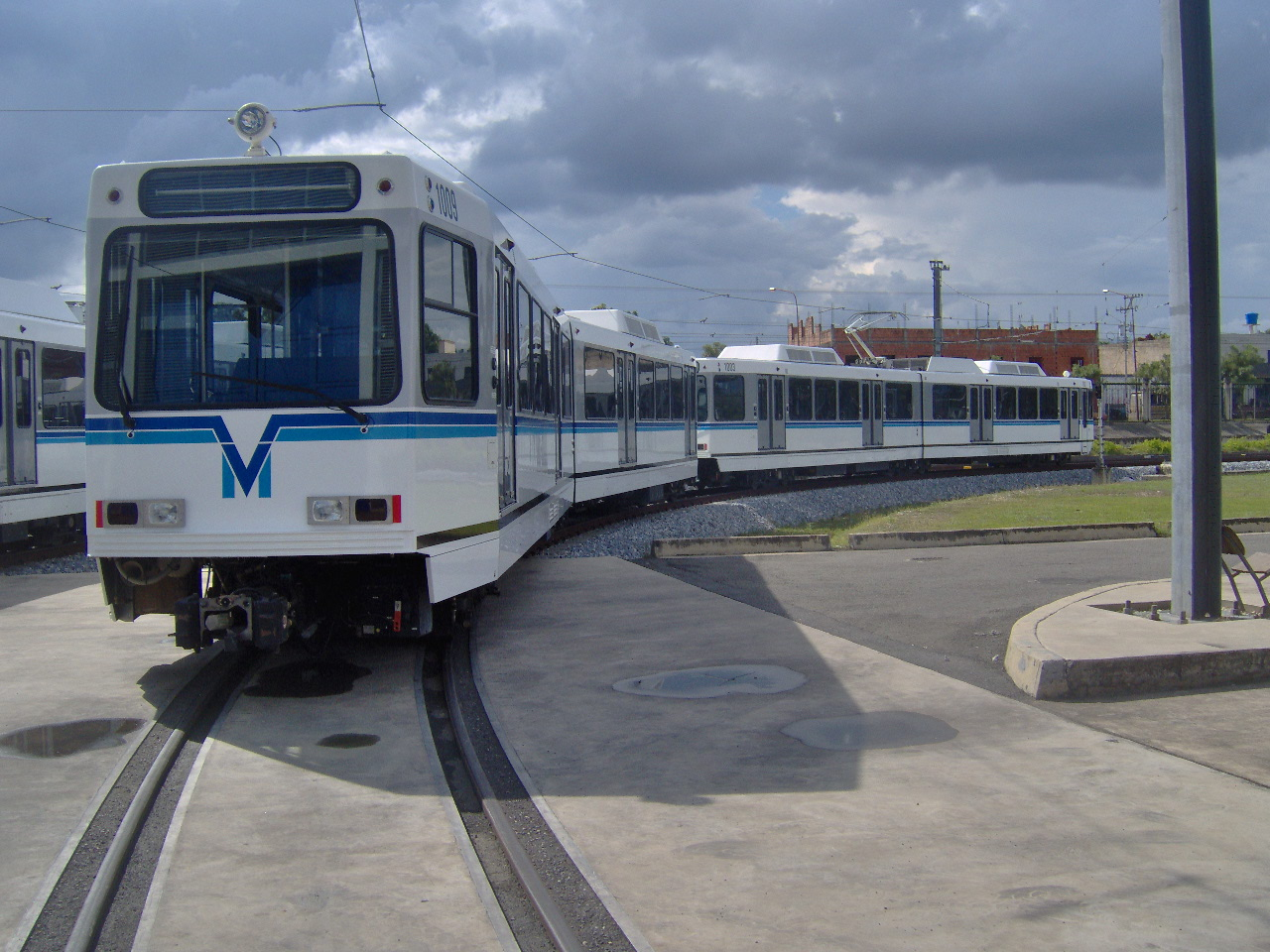
Le métro de Valencia

Un métro est en construction, qui devrait à terme relier les banlieues au centre-ville. La première ligne a été inaugurée le 18 novembre 2006.

## Relations internationales

### Jumelage
La ville de Valencia est jumelée avec:
- Naples, Italie
- Sibiu, Roumanie
- Valence, Espagne

## Personnalités
- Faride Mereb, éditrice et graphiste vénézuélienne née en 1989 à Valencia.